# Электромеханический опытный завод
Филиал «Электромеханический опытный завод» (ЭМОЗ) ГУП «Мосгортранс» — филиал государственного унитарного предприятия «Мосгортранс», выпускавший арматуру и спецчасти контактной сети троллейбусов и трамваев, осуществлявший капитальный ремонт узлов подвижного состава.

## История
Завод основан в 1938 году в Москве на Нагорной улице и более 40 лет выпускал продукцию для нужд городского электрического транспорта. В 1948 году завод приступил к изготовлению контактной арматуры для трамвайных и троллейбусных линий.
Продукцией завода оснащены трамвайные и троллейбусные линии многих городов России и ближнего зарубежья. Осуществлялись поставки контактной сети в Монголию, Колумбию, Болгарию.
По заданию Правительства Москвы, совместно с институтом «МосгортрансНИИпроект», был освоен серийный выпуск спецчастей контактной сети с использованием полимерных материалов нового поколения, обладающими повышенной трекингэрозионной стойкостью и механическими свойствами. Применение современных материалов с высокими электроизоляционными и механическими свойствами сделало возможной надёжную работу всех элементов контактной сети в любой климатической зоне с высокой степенью загрязнённости атмосферы.
В 2000—2010-е годы завод обеспечивал комплектную поставку «под ключ» более 300 наименований элементов контактной сети для строящихся трамвайных и троллейбусных линий, согласно разработанным проектам. С 1991 года на заводе производился капитальный ремонт электрооборудования трамвайного вагона Tatra T3 производства Чешской Республики: мотор-генератор, ускоритель, контакторные панели, контроллер водителя, линейный контактор.
На заводе серийно выпускалась продукция для общественного пассажирского транспорта и уличного регулирования движения: капитально отремонтированные мотор-компрессоры ЭК-4 и компрессоры нового поколения ЭМОЗ-К для троллейбусов, электрические подогреватели и шкафы управления к ним для обеспечения лёгкого запуска бензиновых и дизельных двигателей автобусов при минусовых температурах окружающей среды, магнитофугальные приводы для тяговых подстанций городского электрического транспорта, запасные части для трамваев, троллейбусов и автобусов по заявкам эксплуатационных предприятий, светофоры транспортные и пешеходные с диаметрами светорассеивателей 200 мм и 300 мм.
В 2015 году завод был закрыт.